# Brammah II
Der Brammah II ist ein Berg im Kishtwar-Himalaya, einer Gebirgsregion im Westhimalaya im indischen Unionsterritorium Jammu und Kashmir.

## Lage
Der 6425 m (nach anderen Quellen 6485 m) hohe vergletscherte Berg befindet sich im Kishtwar-Nationalpark im Distrikt Kishtwar. An seinem Nordwesthang befindet sich das Nährgebiet des Brammah-Gletschers. Der Südosthang wird nach Süden zum Chanab hin entwässert. Der 16,65 km nördlich gelegene Sickle Moon (6574 m) bildet den Dominanz-Bezugspunkt. Der etwas niedrigere Brammah I (6416 m) liegt 11,32 km westnordwestlich. Die Distrikthauptstadt Kishtwar liegt 40 km westsüdwestlich des Brammah II.

## Besteigungsgeschichte
Der Brammah II wurde am 15. September 1975 von einer japanischen Expedition, angeführt von K. Keira, erstbestiegen. Sie erreichte den Gipfel über den Brammahgletscher und den Westgrat.